# San Saba (Texas)
San Saba é uma cidade  localizada no estado norte-americano de Texas, no Condado de San Saba.
É a capital do condado e o lugar de nascimento do ator Tommy Lee Jones.

## Demografia
Segundo o censo norte-americano de 2000, a sua população era de 2637 habitantes.
Em 2006, foi estimada uma população de 2562, um decréscimo de 75 (-2.8%).

## Geografia
De acordo com o United States Census Bureau tem uma área de
4,7 km², dos quais 4,7 km² cobertos por terra e 0,0 km² cobertos por água. San Saba localiza-se a aproximadamente 367 m acima do nível do mar.

## Localidades na vizinhança
O diagrama seguinte representa as localidades num raio de 44 km ao redor de San Saba.